# Принц, Розмари
Розмари Принц (англ. Rosemary Prinz; род. 4 января 1931, Манхэттен, Нью-Йорк) — американская актриса ранней эры мыльных опер. Принц считается одной из первых звезд дневных мыльных опер. Она наиболее известна благодаря своей роли Пенни Хьюз в «Как вращается мир», где она снималась с 1956 по 1968 год, а после неоднократно возвращалась к «мылу», вплоть до 2000 года. В шестидесятых, драматичные сюжетные линии её персонажа были наиболее популярны у аудитории дневного эфира.
Розмари Принц родилась в Нью-Йорке и начала свою карьеру в конце сороковых годов в театре. В 1952 году она перебралась на бродвейскую сцену, где сыграла несколько десятков ролей. На более позднем этапе карьеры она сыграла роль Майлинн в оригинальной постановке пьесы «Стальные магнолии». В конце семидесятых она покинула дневной эфир и начала появляться в прайм-тайм, в таких сериалах как «Лаверна и Ширли», «Супруги Харт», и, наконец, «Тихая пристань».

## Личная жизнь
С 1951 по 1957 год была замужем за актёром Майклом Тома. В 1966 году вышла замуж за барабанщика Джозефа Патти.

## Фильмография
| Год       |     | Русское название               | Оригинальное название       | Роль                  |
| --------- | --- | ------------------------------ | --------------------------- | --------------------- |
| 1951      | с   | Тушите свет                    | Lights Out                  | Кора                  |
| 1954—1955 | с   | Первая любовь                  | First Love                  | Эми                   |
| 1955      | с   | Роберт Монтгомери представляет | Robert Montgomery Presents  | Дженет Колби          |
| 1956—2002 | с   | Как вращается мир              | As the World Turns          | Пенни Хьюз            |
| 1970      | с   | Все мои дети                   | All My Children             | Эми Тайлер            |
| 1972      | с   | —                              | The ABC Afternoon Playbreak | Элизабет Тэтчер       |
| 1974—1975 | с   | Как выжить в браке             | How to Survive a Marriage   | доктор Джули Франклин |
| 1979      | с   | Лаверна и Ширли                | Laverne & Shirley           | миссис Латимер        |
| 1979      | с   | —                              | Salvage 1                   | Флора                 |
| 1980      | с   | Супруги Харт                   | Hart to Hart                | Эстер Гудман          |
| 1981      | с   | У Арчи Банкера                 | Archie Bunker’s Place       | Глэдис                |
| 1981—1982 | с   | Тихая пристань                 | Knots Landing               | Мюриэл Уоррен         |
| 1982      | с   | —                              | One of the Boys             | Вайолет               |
| 1989      | с   | Надежда Райан                  | Ryan’s Hope                 | сестра Мэри Джоэл     |
| 2001      | ф   | Хлеб, дорогая                  | The Bread, My Sweet         | Белла                 |
| 2004      | кор | —                              | Extreme Mom                 | бабушка               |
| 2017      | ф   | Рассмеши меня                  | Humor Me                    | Герт                  |